# چارلز گارنر
چارلز گارنر (به انگلیسی: Charles A. Graner Jr.)، (زاده ۱۹۶۸) یکی از نظامیان ارتش ایالات متحده آمریکا است که به عنوان عوامل اصلی شکنجه و آزار زندانیان ابوغریب شناخته می‌شود. وی با افتخار اقدام به نشان تصاویر شکنجه زندانیان به یکی از دوستانش به نام ژوف داربی کرد. او مدعی شده که تحقیر زندانیان در بازجویی‌ها را به دستور افسران اطلاعاتی ارتش آمریکا انجام می‌داد. همسر وی نیز یکی از متهمان این پرونده بود.

## دادگاه
او در ۱۵ ژانویه ۲۰۰۵ و در حکم دادگاهی در آمریکا به جرم تجاوز، توطئه، بدرفتاری با بازداشت شدگان، سرپیچی از دستور و انجام اعمال منافی عفت به ده سال زندان، کاهش رتبه نظامی، اخراج غیر شرافتمندانه از ارتش و منع دریافت هرگونه حقوق و مزایای از ارتش ایالات متحده محکوم شد. مادر او در دفاع از فرزند خود گفت که «افراد بالا دستی که دستور انجام این اعمال را می‌دهند باید مجازات شوند ولی همیشه افراد پایین دستی قربانی می‌شوند و حقیقت همیشه پنهان نخواهد ماند.»